# Франц Крецер
Франц Крецер (нім. Franz Krätzer; 24 вересня 1886, Табор — 18 липня 1977, Відень) — австро-угорський, австрійський і німецький офіцер, дипломований інженер, генерал-майор вермахту.

## Біографія
18 серпня 1905 року вступив в австро-угорську армію. Учасник Першої світової війни, після завершення якої продовжив службу в австрійській армії. З 1 квітня 1936 року — офіцер штабу 96-го піхотного полку. Після аншлюсу 15 березня 1938 року автоматично перейшов у вермахт. З 26 серпня 1939 року — командир 32-го польового запасного батальйону, з 6 січня 1940 року — 359-го піхотного полку. З 1 травня 1942 по 15 липня 1944 року — комендант Мюльгаузена, з 1 вересня по 23 жовтня 1944 року — польовий комендант 243. 8 травня 1945 року взятий в полон союзниками. В 1947 році звільнений.

## Звання
- Фенріх (16 червня 1906)
- Лейтенант (1 травня 1909)
- Оберлейтенант (1 листопада 1913)
- Гауптман (1 травня 1916)
- Титулярний майор (8 липня 1918)
- Штабсгауптман (23 червня 1923)
- Майор (16 січня 1928)
- Оберстлейтенант (12 березня 1934)
- Оберст (1 лютого 1939)
- Генерал-майор (1 червня 1942)

## Нагороди
- Ювілейний хрест
- Бронзова медаль «За військові заслуги» (Австро-Угорщина) з мечами
- Хрест «За військові заслуги» (Австро-Угорщина) 3-го класу з військовою відзнакою і мечами
- Військовий Хрест Карла
- Пам'ятна військова медаль (Австрія) з мечами
- Почесний знак «За заслуги перед Австрійською Республікою», золотий знак
- Хрест «За вислугу років» (Австрія) 2-го класу для офіцерів (25 років)
- Хрест «За військові заслуги» (Австрія) 3-го класу (15 січня 1938)
- Почесний хрест ветерана війни з мечами
- Медаль «За вислугу років у Вермахті» 4-го, 3-го, 2-го і 1-го класу (25 років)